# Vitagraph at Kama Kura
Vitagraph at Kama Kura (Vitagraphers at Kama Kura) è un cortometraggio muto del 1913. Il nome del regista non viene riportato nei credit del film.

## Produzione
Il film fu prodotto dalla Vitagraph Company of America e Venne girato in Giappone, a Kamakura, nella prefettura di Kanagawa.

## Distribuzione
Distribuito dalla Vitagraph Company of America, il documentario - un breve cortometraggio di 75 metri - uscì nelle sale cinematografiche statunitensi il 19 maggio 1913. Nelle proiezioni, veniva programmato con il sistema dello split reel, accorpato in un'unica bobina con un altro cortometraggio prodotto dalla Vitagraph, la comica Bunny's Birthday Surprise.